# Ezéchiel Nibigira
 (mai 2024).
Ezéchiel Nibigira est un homme politique burundais qui a été ministre des Affaires étrangères de la République du Burundi d'avril 2018 à juin 2020. 
Il a par après occupé le poste de Ministre des Affaires de la Communauté Est Africain, de la Jeunesse, des Sport et de la Culture de Juin 2020 à Octobre 2023 sous le Président Évariste Ndayishimiye,
Il était auparavant ambassadeur du Burundi au Kenya et chef de l'aile jeunesse du parti au pouvoir au Burundi, le CNDD-FDD. Il a également été député représentant Bujumbura rural où il a présidé la commission des finances du parlement burundais. Avant d'être ministre des Affaires étrangères, Nibigira était chef des douanes du Burundi ainsi que des importations et des exportations. Lors de la campagne électorale du président Pierre Nkurunziza en 2010, Nibigira était directeur de campagne en chef. Nibigira a obtenu un baccalauréat ès arts en commerce de l'Université Hope Africa.